# 布拉德利 (喬治亞州)
布拉德利（英語：Bradley）是位於美國喬治亞州瓊斯縣的一個非建制地區。該地的面積和人口皆未知。

## 地理
布拉德利的座標為33°03′14″N 83°33′31″W / 33.05389°N 83.55861°W，而該地的平均海拔高度為190米（即623英尺）。